# 矮短梯螺
矮短梯螺（学名：Gradatiscala gradata pygmaea），是异腹足目海蛳螺科Gradatiscala属的一种。主要分布于中国大陆，常栖息在潮间带。